# Święta (West-Pommeren)
Święta (Duits: Langenberg) is een dorp in de Poolse woiwodschap West-Pommeren. De plaats maakt deel uit van de gemeente Goleniów en telt ca. 300 inwoners.